# Hotel Transylvania (franquia)
Hotel Transilvânia é uma franquia de mídia estadunidense criada pelo escritor de comédia Todd Durham. Esta franquia consiste em quatro filmes, duas romances gráficos (novelas) e dois curtas-metragens produzido pela Sony Pictures Animation, bem como uma série de TV transmitido na Disney Channel e vários videogames. A série é composta de um elenco, normalmente comandado por vozes famosas de Adam Sandler, Andy Samberg e Selena Gomez.
O primeiro filme Hotel Transilvânia, foi lançado em Setembro de 2012, uma continuação foi lançada em Setembro de 2015, e um terceiro filme, Hotel Transilvânia 3: Férias de Verão, foi lançado em Julho de 2018. Os filmes têm recebido críticas mistas dos críticos e arrecadou mais de US$1,354 bilhão em todo o mundo contra um combinado de orçamento de US$245 milhões.

## Origem
O escritor de comédia Todd Durham concebeu e criou um franquia multimedia, chamada Hotel Transilvânia, que consiste em vários filmes, séries de televisão, videogames, brinquedos, livros, merchandising, uma rede de hotéis, e um parque temático. Após a criação do livro de mesmo nome, ele pegou o pacote não solicitado para a Columbia Pictures e configurá-lo na Sony Pictures Animation, onde ele se tornou o primeiro roteirista do projeto.

## Filmes de longa-metragem

### Hotel Transilvânia(2012)
Hotel Transilvânia foi lançado em 28 de Setembro de 2012, e é sobre o Conde Drácula e sua filha Mavis (interpretados por Adam Sandler e Selena Gomez, respectivamente), no hotel. Eles encontram um homem chamado Jonathan (Andy Samberg), que Mavis ama instantaneamente e, eventualmente, namora, apesar de Drácula tenta manter Jonathan longe de sua filha.

### Hotel Transilvânia 2(2015)
Hotel Transilvânia 2 foi lançado em 25 de Setembro de 2015, e é sobre Mavis e Johnny, que tem um filho meio-humano/meio-vampiro chamado Dennis. Mavis pensa que o Hotel Transilvânia não é o lugar certo para criar Dennis e quer levar-lhe para Califórnia. Quando Drácula está desapontado que Dennis não tem nenhuma habilidade de vampiro, ele ajuda seus amigos a fazer do seu neto um monstro.

### Hotel Transilvânia 3: Summer Vacation(2018)
Em Novembro de 2015, a Sony Pictures Animation anunciou que Hotel Transilvânia 3 seria lançado em 21 de Setembro de 2018. Isso foi posteriormente mudado durante o início de 2017, quando a nova data de lançamento foi empurrada para  13 de Julho de 2018. Apesar de, anteriormente, sair da série para o desenvolvimento de outros projetos, Genndy Tartakovsky voltou como diretor para este filme. O terceiro filme é sobre Dracula inconscientemente caindo de amor por Ericka, uma descendente do caçador de monstros Van Helsing, enquanto estava em um navio (um cruzeiro) com sua família. É o primeiro filme da série a não ser lançado em Setembro, assim como o primeiro a não caracterizar o hotel como seu cenário principal.

### Hotel Transilvânia 4 (2021)
Em fevereiro de 2019, via Twitter, o jornalista Borys Kit, do Hollywood Reporter, deu a notícia de que Hotel Transilvânia 4 está em desenvolvimento e a previsão de estréia é em 22 de dezembro de 2021.
| Filme                | Data de lançamento     | Diretor(es)                    | Roteirista(s)                                     | História(s)                              | Produtor(es)          |
| -------------------- | ---------------------- | ------------------------------ | ------------------------------------------------- | ---------------------------------------- | --------------------- |
| Hotel Transilvânia   | 28 de setembro de 2012 | Genndy Tartakovsky             | Peter Baynham e Robert Smigel                     | Dan Hageman, Todd Durham e Kevin Hageman | Michelle Murdocca     |
| Hotel Transilvânia 2 | 25 de setembro de 2015 | Genndy Tartakovsky             | Adam Sandler e Robert Smigel                      | Adam Sandler e Robert Smigel             | Michelle Murdocca     |
| Hotel Transilvânia 3 | 13 de julho de 2018    | Genndy Tartakovsky             | Michael McCullers e Genndy Tartakovsky            | Michael McCullers e Genndy Tartakovsky   | Michelle Murdocca     |
| Hotel Transilvânia 4 | 01 de outubro de 2021  | Derek Drymon e Jennifer Kluska | Amos Vernon, Nunzio Randazzo e Genndy Tartakovsky | Genndy Tartakovsky                       | Alice Dewey Goldstone |

## Série de televisão
Hotel Transylvania: A Série é uma série spin-off de animação produzida pela Sony Pictures Animation e Nelvana, com a associação de Corus Entertainment, baseada no filme Hotel Transylvania. A primeira temporada estreou a 25 de Junho de 2017, no Disney Channel. Em Portugal, a série teve uma pré-estreia no Disney Channel no dia 7 de Outubro de 2017, e estreou oficialmente no dia 21 de Outubro de 2017. No Brasil, a série estreou no Disney Channel em 28 de Abril de 2018. A série conta a história de Mavis, que quer demonstrar ao pai o seu talento na gestão do Hotel e, ao tentar colocar as suas ideias em prática, embarca com os amigos em novas aventuras.

## Curtas-metragens

### Goodnight Mr. Foot
Goodnight Mr. Foot é tradicionalmente um curta de animação baseado no Hotel Transilvânia, apresentando Bigfoot do filme. Estreando em tempo para o Halloween, em 26 de Outubro de 2012, o curta foi mostrado exclusivamente no Regal Entertainment Group Cinemas, antes dos espetáculos teatrais de Hotel Transilvânia. Como o primeiro filme de animação tradicional da Sony Pictures Animation, foi escrito e dirigido pelo próprio Genndy Tartakovsky, que também animou o curta com a ajuda de Rough Draft Studios. Animado no estilo de Bob Clampett, Tex Avery e Chuck Jones, Tartakovsky criou o curta em quatro semanas, durante o final de fases de produção do filme principal. Bigfoot (que teve um papel não falante no Hotel Transylvania), foi dublado por Corey Burton, enquanto a Witch Maid foi dublada por Rose Abdoo. Ambos os dubladores forneceram vozes adicionais no Hotel Transylvania. Realizado antes dos eventos do Hotel Transylvania, o curta estrela Bigfoot, cujo descanso no Hotel Transylvania está sendo constantemente perturbado pela Witch Maid, uma bruxa excessivamente entusiasmada.

### Puppy!
Puppy!  é uma animação digital de comédia e fantasia baseado no Hotel Transilvânia, com Dennis (dublado por Aser Blinkoff) a partir Hotel Transilvânia 2, com as vozes adicionais de Selena Gomez, reprisando seu papel como Mavis, Andy Samberg , como Jonathan e Adam Sandler como o Drácula. O filme é escrito e dirigido pelo veterano diretor do Hotel Transilvânia filmes, Genndy Tartakovsky, e é apresentado nos cinemas juntamente com O Emoji Filme, que foi lançado nos Estados Unidos em 28 de Julho de 2017. O filme é ambientado no hotel, quando Dennis recebe um animal de estimação de tamanho monstruoso e o hotel aprende a lidar com ele. O curta é uma prévia do terceiro filme Hotel Transilvânia 3: Férias de Verão, que foi lançado em 13 de Julho de 2018.

## Personagens dos filmes e suas vozes
| Personagens                   | Filmes                 | Filmes                 | Filmes                 | Filmes                 |
| Personagens                   | Hotel Transilvânia     | Hotel Transilvânia 2   | Hotel Transilvânia 3   | Hotel Transilvânia 4   |
| Personagens                   | 2012                   | 2015                   | 2018                   | 2022                   |
| ----------------------------- | ---------------------- | ---------------------- | ---------------------- | ---------------------- |
| Conde Drácula                 | Adam Sandler           | Adam Sandler           | Adam Sandler           | Brian Hull             |
| Mavis Drácula-Loughran        | Selena Gomez           | Selena Gomez           | Selena Gomez           | Selena Gomez           |
| Jonathan Loughran             | Andy Samberg           | Andy Samberg           | Andy Samberg           | Andy Samberg           |
| Frankenstein                  | Kevin James            | Kevin James            | Kevin James            | Brad Abrell            |
| Wayne                         | Steve Buscemi          | Steve Buscemi          | Steve Buscemi          | Steve Buscemi          |
| Murray                        | CeeLo Green            | Keegan-Michael Key     | Keegan-Michael Key     | Keegan-Michael Key     |
| Griffin                       | David Spade            | David Spade            | David Spade            | David Spade            |
| Eunice                        | Fran Drescher          | Fran Drescher          | Fran Drescher          | Fran Drescher          |
| Wanda                         | Molly Shannon          | Molly Shannon          | Molly Shannon          | Molly Shannon          |
| Winnie                        | Sadie Sandler          | Sadie Sandler          | Sadie Sandler          | Zoe Berri              |
| Blobby                        | Cameo                  | Jonny Solomon          | Genndy Tartakovsky     | Genndy Tartakovsky     |
| Pé Grande                     | Somente sons de animal | Somente sons de animal | Somente sons de animal | Somente sons de animal |
| Quasimodo                     | Jon Lovitz             | N/A                    | N/A                    | N/A                    |
| Martha                        | Jackie Sandler         | N/A                    | N/A                    | N/A                    |
| Dennis                        | N/A                    | Asher Blinkoff         | Asher Blinkoff         | Asher Blinkoff         |
| Mike Loughran                 | N/A                    | Nick Offerman          | N/A                    | N/A                    |
| Linda Loughran                | N/A                    | Megan Mullally         | N/A                    | N/A                    |
| Vlad                          | N/A                    | Mel Brooks             | Mel Brooks             | N/A                    |
| Dana                          | N/A                    | Dana Carvey            | N/A                    | N/A                    |
| Bela                          | N/A                    | Rob Riggle             | N/A                    | N/A                    |
| Brandon                       | N/A                    | Chris Kattan           | N/A                    | N/A                    |
| Kelsey                        | N/A                    | Nick Swardson          | Michelle Murdocca      | Papel silencioso       |
| Ericka Van Helsing            | N/A                    | N/A                    | Kathryn Hahn           | Kathryn Hahn           |
| Professor Abraham Van Helsing | N/A                    | N/A                    | Jim Gaffigan           | Jim Gaffigan           |
| Stan                          | N/A                    | N/A                    | Chris Parnell          | N/A                    |
| Kraken                        | N/A                    | N/A                    | Joe Jonas              | Papel silencioso       |
| Crystal                       | N/A                    | Papel silencioso       | Chrissy Teigen         | N/A                    |
| Tinkles                       | N/A                    | N/A                    | Joe Whyte              | Papel silencioso       |
| Puppy Blobby                  | N/A                    | N/A                    | Genndy Tartakovsky     | N/A                    |
| Monstro da festa              | N/A                    | N/A                    | N/A                    | Richard Tyler Blevins  |

## Elenco
| Função                | Filmes                                  | Filmes                                               | Filmes                               | Filmes                                            | Série de televisão                   |
| Função                | Hotel Transilvânia                      | Hotel Transilvânia 2                                 | Hotel Transilvânia 3                 | Hotel Transilvânia 4                              | Hotel Transilvânia: A Série          |
| --------------------- | --------------------------------------- | ---------------------------------------------------- | ------------------------------------ | ------------------------------------------------- | ------------------------------------ |
| Diretor               | Genndy Tartakovsky                      | Genndy Tartakovsky                                   | Genndy Tartakovsky                   | Derek Drymon Jennifer Kluska                      | Robin Budd                           |
| Produtor              | Michelle Murdocca                       | Michelle Murdocca                                    | Michelle Murdocca                    | Alice Dewey Goldstone                             | Jane Crawford                        |
| Co-produtores         | Lydia Bottegoni                         | Skye Lyons                                           | Carey A. Smith                       | TBA                                               | N/A                                  |
| Produtores executivos | Allen Covert Adam Sandler Robert Smigel | Allen Covert Adam Sandler Robert Smigel Ben Waisbren | N/A                                  | Genndy Tartakovsky Selena Gomez Michelle Murdocca | Scott Dyer Rick Mischel Irene Weibel |
| Roteiristas           | Robert Smigel Peter Baynham             | Robert Smigel Adam Sandler                           | Genndy Tartakovsky Michael McCullers | Genndy Tartakovsky                                | Vários                               |
| Histórias             | Todd Durham Dan Hageman Kevin Hageman   | Todd Durham                                          | Todd Durham                          | Todd Durham                                       | Vários                               |
| Compositores          | Mark Mothersbaugh                       | Mark Mothersbaugh                                    | Mark Mothersbaugh                    | Mark Mothersbaugh                                 | Asher Lenz Stephen Skratt            |
| Editores              | Catherine Apple                         | Catherine Apple                                      | Joyce Arrastia                       | Mark Yeager                                       | N/A                                  |
| Empresa de produção   | Sony Pictures Animation                 | Sony Pictures Animation                              | Sony Pictures Animation              | Sony Pictures Animation                           | Sony Pictures Animation              |
| Distribuído por       | Sony Pictures Releasing                 | Sony Pictures Releasing                              | Sony Pictures Releasing              | Sony Pictures Releasing                           | Sony Pictures Television             |

## Recepção
A franquia foi notável por seu lucro. Com todas as despesas juntas, a franquia fez, até agora, com apenas três filmes, mais de US$ 485 milhões em lucro de bilheteria só nos Estados Unidos, e mais de US$ 868 milhões internacionalmente, totalizando mais de US$ 1,354 bilhão em todo o mundo.

### Bilheteria
| Filmes               | Receita                 | Receita     | Receita     | Ranking Geral | Ranking Geral | Orçamento   |
| Filmes               | Estados Unidos e Canadá | Estrangeiro | Total       | EUA e Canadá  | Mundialmente  | Orçamento   |
| -------------------- | ----------------------- | ----------- | ----------- | ------------- | ------------- | ----------- |
| Hotel Transilvânia   | 148,313,048             | 210,062,555 | 358,375,603 | 359           | 339           | 85 milhões  |
| Hotel Transilvânia 2 | 169,700,110             | 305,099,890 | 474,800,000 | 282           | 215           | 80 milhões  |
| Hotel Transilvânia 3 | 167,510,016             | 359,553,924 | 527,063,940 | 290           | 187           | 80 milhões  |
| Total                | 485523174               | 874716369   | 1360239543  | 23            | 16            | 245 milhões |

### Críticas
| Filme                | Rotten Tomatoes       | Metacritic          | CinemaScore |
| -------------------- | --------------------- | ------------------- | ----------- |
| Hotel Transilvânia   | 44% (144 comentários) | 47 (32 comentários) | A–          |
| Hotel Transilvânia 2 | 56% (108 comentários) | 44 (24 comentários) | A–          |
| Hotel Transilvânia 3 | 62% (115 comentários) | 54 (23 comentários) | A–          |
| Hotel Transilvania 4 | 49% (78 comentários)  | 46 (15 comentários) | -           |

## Prêmios e indicações
O filme Hotel Transilvânia foi indicado ao Globo de Ouro de Melhor Filme de Animação de 2013, mas, infelizmente, não venceu.
| Ano  | Premiação     | Categoria                | Trabalho           | Resultado | Ref.   |
| ---- | ------------- | ------------------------ | ------------------ | --------- | ------ |
| 2013 | Globo de Ouro | Melhor Filme de Animação | Hotel Transilvânia | Indicado  | [ 27 ] |

O filme Hotel Transilvânia 2 foi indicado ao prêmio Kids' Choice Awards de Melhor Filme Animado do Ano de 2016 e venceu. Selena Gomez, a atriz que faz a voz de Mavis Drácula neste filme, também foi indicada ao prêmio Kids' Choice Awards de Melhor Voz de Filme Animado do Ano de 2016, mas, infelizmente, não venceu.
| Ano  | Premiação           | Categoria                   | Trabalho             | Resultado | Ref.   |
| ---- | ------------------- | --------------------------- | -------------------- | --------- | ------ |
| 2016 | Kids' Choice Awards | Melhor Filme Animado        | Hotel Transilvânia 2 | Venceu    | [ 28 ] |
| 2016 | Kids' Choice Awards | Melhor Voz de Filme Animado | Selena Gomez         | Indicado  | [ 28 ] |

## Video games
Um jogo social baseado no filme, intitulado Jogo Social Hotel Transilvânia, e fabricado pela Sony Pictures Interactive, foi lançado em 15 de Agosto de 2012. O jogo permite aos jogadores criarem seus próprios Hotel Transilvânia, onde eles devem cuidar dos hóspedes do hotel.
Outro video game, intitulado Hotel Transilvânia, desenvolvido pela WayForward Technologies e publicado pela GameMill Entertainment, foi lançado em 18 de Setembro de 2012, para Nintendo DS e Nintendo 3DS no varejo. O jogo também foi lançado no eShop da Nintendo na América do Norte em 15 de Novembro de 2012.
Um jogo para celular, intitulado Hotel Transylvania Dash, desenvolvido pela Sony Pictures Consumer Products Inc. e PlayFirst, foi liberado para a iTunes App Store em 20 de Setmbro de 2012. O jogo é uma variação do Hotel Dash e características do filme de arte e personagens.
Um aplicativo de livro de histórias digital móvel, intitulado Hotel Transylvania BooClips Deluxe, desenvolvido pela Castle Builders e Sony Pictures Animation, foi lançado no iTunes App Store, Nook Store, Google Play para o Android, iBookstore, da Microsoft Metro, e para PC e Mac através de BooClips, tanto em inglês como em espanhol, no dia 20 de Setembro de 2012.
Um terceiro jvideo game baseado no Hotel Transilvânia 3: As Férias de Verão, chamado Hotel Transilvânia 3 Monstros ao Mar, foi desenvolvido pela Outright Games, e publicado pela Namco Bandai Entertainment, sendo lançado no Nintendo Switch em 13 de Julho de 2018.

## Atrações do parque temático
O Hotel Transylvania é um passeio sombrio que tem sido apresentado na zona da Columbia Pictures no Motiongate Dubai desde o final de 2016.